# Daewoo Shipbuilding & Marine Engineering
Daewoo Shipbuilding & Marine Engineering Co., Ltd (DSME) (Koreansk: 대우조선해양) KRX: 042660

er sydkoreansk virksomhed indenfor skibsbygning og marine-ingeniørvidenskab. Det er Sydkoreas og verdens næststørste skibsbygger. Koncernen beskæftiger omkring 25.000 medarbejdere, bl.a. i hovedsædet i Seoul og på værfter i Okpo, Sydkorea og Houston, USA.
21. februar 2011 bestilte A.P. Møller - Mærsk-koncernen 10 store containerskibe fra Daewoo, hver med en kapacitet på 18.000 containere, dermed overgås den nuværende rekord-indehaver Mærsk E-klasses 15.200 containere, når de første skibe leveres i 2014. Der er option på yderligere 20. Den nye klasse kaldes for Mærsk Triple E-klasse.

## Operationer
Udover skibsbyggeri har Daewoo også en division for grøn energi, hvor der bl.a. produceres vindmøller. Daewoo gik ind på markedet for vindenergi, da man i 2009 opkøbte amerikanske DeWind for ca. 50 mio. US $.

## Forsvarskontrakt
20. december 2011 indgår Daewoo Shipbuilding Marine Engineering den største enkelte forsvarskontrakt som en koreansk virksomhed har indgået. Kontrakten havde en værdi af 1,07 mia US $ og var på byggeriet af tre indonesiske ubåde. Det er også første gang at Sydkorea eksporterer ubåde.